# セルカン・エルドガン
セルカン・エルドガン（エルドアン）（Serkan Erdoğan、1978年8月30日 - ）は、トルコ・アマスィヤ出身のバスケットボール選手である。

## 来歴
1994年に母国でプロデビュー。4チームを渡り歩き、3度のリーグタイトルを獲得する。
2005年、スペインに渡りリーガACBの強豪タウ・ビトリア（現・タウ・セラミカ）に移籍。2006年のコパ・デル・レイ優勝に貢献。
2007年に帰国し、エフェス・ピルセンSKに入団。ユーロリーグなどで活躍している。

### トルコ代表
トルコ代表として2006年の世界選手権にも出場。